# Dolna Koela
Dolna Koela (Bulgaars: Долна кула) is een dorp in het zuidoosten van Bulgarije. Het dorp is gelegen in de gemeente Kroemovgrad, oblast Kardzjali. Het dorp ligt hemelsbreed 24 km ten zuidoosten van de regionale hoofdstad Kardzjali en 229 km van de nationale hoofdstad Sofia.

## Bevolking
Op 31 december 2020 telde het dorp Dolna Koela 130 inwoners. Het aantal inwoners vertoont al jaren een dalende trend: in 1965 had het dorp nog 1.144 inwoners. 
| Bevolkingsontwikkeling tussen 1934 en 2020          |
| --------------------------------------------------- |
|                                                     |
| Bron: Nationaal Statistisch Instituut van Bulgarije |

Het dorp wordt nagenoeg uitsluitend bewoond door etnische Turken. In de volkstelling van 2011 identificeerden 120 van de 121 ondervraagden zichzelf met de "Turkse etniciteit". 
| Etnische samenstelling van de respondenten (2011) | Etnische samenstelling van de respondenten (2011) | Etnische samenstelling van de respondenten (2011) | Etnische samenstelling van de respondenten (2011) | Etnische samenstelling van de respondenten (2011) |
| ------------------------------------------------- | ------------------------------------------------- | ------------------------------------------------- | ------------------------------------------------- | ------------------------------------------------- |
|                                                   |                                                   |                                                   |                                                   |                                                   |
| Bulgaren                                          | Bulgaren                                          |                                                   | 0,0%                                              | 0,0%                                              |
| Turken                                            | Turken                                            |                                                   | 99,2%                                             | 99,2%                                             |
| Roma                                              | Roma                                              |                                                   | 0,0%                                              | 0,0%                                              |
| Anders/Onbekend                                   | Anders/Onbekend                                   |                                                   | 0,8%                                              | 0,8%                                              |